# Confederació Sindical de Treballadors de Catalunya
La Confederació Sindical de Treballadors de Catalunya (Confederación Sindical de Trabajadores de Cataluña) (CSTC) fue un sindicato creado en 1980 a partir de la unión de Solidaritat d'Obrers de Catalunya (SOC) y los Col·lectius de Treballadors. El 1983 se terminó el proceso constituyente y el SOC desapareció formalmente y la CSTC ocupó su espacio. Pero en 1985 la mayoría de la organización se unió con el Sindicat de Quadres de Catalunya, una organización sindical vinculada a Convergència Democràtica de Catalunya, formando la Confederació Sindical Catalana (CSC), siendo su secretario general fue Luis Llerinós; la minoría que quiso conservar la organización como sindicato de clase y en 1987 formó la Coordinadora Obrera Sindical (COS), reclamando el activo, convenientemente actualizado, de la CSTC de la que se declaraba continuadora, frente a una CSC calificada de derechista y subsidiaria de la coalición conservadora CiU.
- Datos: Q8349720